# Istanbul Pride
Istanbul Pride (turkiska: İstanbul Onur Yürüyüşü) är en årlig pridefestival i Istanbul i Turkiet som arrangerats sedan 2003.
Festivalen, som har beskrivits som den största i den muslimska världen, samlade 100 000 deltagare år 2013 varav en del var miljöaktivister. År 2014 var det lika många deltagare som året innan.
Den första prideparaden år 2003 samlade ett femtiotal deltagare. Deltagarantalet växte år för år och 2007 deltog mellan 500 och 1 000 personer i paraden.
Prideparaden förbjöds av myndigheterna 2015 och har varit  förbjuden sedan dess, men varje år samlas mängder av människor på Taksimtorget för att fira avslutningen av Pride Month. Polisen  ingriper rutinmässigt mot demonstranterna och 2022 spärrades området av och mer än 200 personer greps.